# NGC 6064/1
NGC 6064/1 је спирална галаксија у сазвежђу Херкул која се налази на NGC листи објеката дубоког неба.
Деклинација објекта је + 20° 32' 31" а ректасцензија 16h 5m 12,6s. Привидна величина (магнитуда) објекта NGC 6064 износи 13,8 а фотографска магнитуда 14,5. NGC 60641 је још познат и под ознакама NGC 6052-1, UGC 10182, MCG 4-38-22, IRAS 16030+2040, KUG 1603+206, CGCG 137-32, ARP 209, VV 86, MK 297, PGC 57039.